# Мери Илић
Мери Илић (Загреб, 4. мај 1959) српска је списатељица, активисткиња и терапеуткиња, која тренутно живи у Сануру на Балију у Индонезији. Председница је удружења „Casa Eslava” (срп. Словенска кућа) из Барселоне.

## Биографија

### Образовање
Мери Илић је рођена у Загребу, али је детињство и младост провела у Нишу. У њему је похађала Гимназију „Светозар Марковић”, Прву нишку гимназију „Стеван Сремац” и Филозофски факултет. Дипломирала је 1981. године на Студијској групи за енглески језик и књижевност. У Београду је затим завршила студије оглашавања и маркетинга британске агенције „Saatchi & Saatchi”, а у Барселони је усавршила технике руковођења и пословне администрације у невладином сектору.

### Каријера
Од 1983. до 1992. године радила је у тадашњој „Нишкој банци”, па је отишла у Вуковар, где је на ратном и поратном подручју, од 1993. до 1995, била преводилац за „Унпрофор”. Након тога се одселила у Барселону и запослила као професор енглеског језика.
У Барселони је 2007. са Каталонком Мерсе Салом (шп. Merse Sala) основала непрофитно удружење „Casa Eslava”, вођена идејом да та невладина организација поспешује дијалог култура кроз учење и некомерцијалне активности, у сарадњи са другим еминентним организацијама и учествовањем у програмима попут „Еразмуса”, „Youth in Action”-а и „European Voluntary Service”-а, али и да буде центар за помоћ имигрантима из источноевропских земаља.
Каталонска престоница била је њен дом до 2016, а онда је кренула да обилази свет, што сматра прекретницом свог живота. У индијском Џајпуру је живела две године, а потом се преселила на Бали. Посетила је преко осамдесет различитих земаља три пута обишавши планету.
Објавила је три књиге на енглеском језику – „Slav Soul” (2014), „When the Wolves Arrived to Barcelona” (2015) и „The Princess with Braids: Ready for Your Inner Journey?” (2016) – у које је комбинујући стварност и машту уградила своје импресије и искуство. Реч је о причама које на бајковит начин говоре о самоспознаји и самоусавршавању и служе као водич кроз живот. Намењене су и деци и одраслима.
Мери Илић је данас квалификована терапеуткиња који помаже људима да открију споне између садашњег, прошлих и будућих живота, то јест између спољашњег и унутрашњег света са фокусом на личну трансформацију набоље. У том својству бави се регресотерапијом, држи мотивационе говоре и учествује на конференцијама представљајући сопствени стил тренирања. Живи на Балију, често путује, сарађује са терапеутима у Индији и пише четврту књигу о својим досадашњим физичким и духовним путовањима.
Увршћена је у „Енциклопедију националне дијаспоре”, коју уређује Иван Калаузовић Иванус.
Говори енглески и шпански језик и разуме каталонски, немачки и различите словенске језике.
Мајка је двојице синова, од којих један живи у Србији са супругом из Перуа, а други на Балију са супругом из Индонезије. Бака је две девојчице.

## Дела

### Књиге
- Slav Soul (2014)
- When the Wolves Arrived to Barcelona (2015)
- The Princess with Braids: Ready for Your Inner Journey? (2016)

### Позоришне представе
Мери Илић је и ауторка позоришних комада, у којима и глуми. Међу њима су „Жена-дрво”, „Пут око света у осамдесет ’тиндера’”...